# Kraut Line
Kraut Line tj. "Kupus red" je bio naziv za jedan napadački trojac u hokeju na ledu. Taj trojac je bio sastavljen od sljedećih igrača Milt Schmidt, Bobby Bauer i Woody Dumart koji su od 1936. do 1947. igrali u NHLu za Boston Bruinse.
Sva trojica su rodom iz današnjeg Kitchener (Ontario). Kitchener osnovao je Nijemac i sve do Prvog svjetskog rata ime mu je bio Berlin. U Sjevernoj Americi postoji ta predrasuda da je kiseli kupus (njem.: Sauerkraut) najdraža hrana svih Nijemaca i tako je taj trojac dobio nadimak Krauts.
Od sezone 1936./37. trojac je igrao zajedno za Boston Bruinse i osvojili su Stanleyjev kup 1939. godine. Statističko najbolju godinu su imali u sezoni 39./40. kad su dijelili prva tri mjesta najboljih strijelaca u regularnoj sezoni. Unatoč njihovoj dominaciji nisu uspjeli ponovo osvojiti Stanleyjev kup. Tek godinu dana kasnije trojac osvaja s Boston Bruinsima ponovo Stanleyjev kup. Prije završetka sezone 41./42. napadački trojac napušta Bruinse i pridružuje se Kraljevskom ratnom zrakoplovstvu Kanade i sudjeluje u Drugom svjetskom ratu.
Trojac se vraća Bruinsima u sezoni 1945./46.
1952. godine Schmidt, Bauer i Dumart još jednom za jednu utakmicu nastupaju za Boston Bruinse.

## Statistike
Bilješka: Ovo su statistike sedam regularnih sezona kad je ovaj trojac igrau u istom redu.
- Ut. = Utakmice; G = Golovi; A = Asistencije; B = Bodovi; KM = Kaznene minute

| Sezona       | Ut. | G  | A  | B  | KM |
| ------------ | --- | -- | -- | -- | -- |
| Milt Schmidt |     |    |    |    |    |
| 1937./38.    | 44  | 13 | 14 | 27 | 15 |
| 1938./39.    | 41  | 15 | 17 | 32 | 13 |
| 1939./40.    | 48  | 22 | 30 | 52 | 37 |
| 1940./41.    | 45  | 13 | 25 | 38 | 23 |
| 1941./42.    | 36  | 14 | 21 | 35 | 34 |
| 1945./46.    | 48  | 13 | 18 | 31 | 21 |
| 1946./47.    | 59  | 27 | 35 | 62 | 40 |
| Woody Dumart |     |    |    |    |    |
| 1937./38.    | 48  | 13 | 14 | 27 | 6  |
| 1938./39.    | 45  | 14 | 15 | 29 | 2  |
| 1939./40.    | 48  | 22 | 21 | 43 | 16 |
| 1940./41.    | 40  | 18 | 15 | 33 | 2  |
| 1941./42.    | 35  | 14 | 15 | 29 | 8  |
| 1945./46.    | 50  | 22 | 12 | 34 | 2  |
| 1946./47.    | 60  | 24 | 28 | 52 | 12 |
| Bobby Bauer  |     |    |    |    |    |
| 1937./38.    | 48  | 20 | 14 | 34 | 9  |
| 1938./39.    | 48  | 13 | 18 | 31 | 4  |
| 1939./40.    | 48  | 17 | 26 | 43 | 2  |
| 1940./41.    | 48  | 17 | 22 | 39 | 2  |
| 1941./42.    | 36  | 13 | 22 | 35 | 11 |
| 1945./46.    | 39  | 11 | 10 | 21 | 4  |
| 1946./47.    | 58  | 30 | 24 | 54 | 4  |

## Vanjske poveznice
- Milt Schmidt
- Bobby Bauer
- Woody Dumart